# Мићо Кузмановић
Мићо Кузмановић (Добој, 18. март 1996) је босанскохерцеговачки фудбалер који тренутно наступа за Рудар из Велења. Висок је 178 центиметара и игра на позицији крилног нападача.

## Каријера
Кузмановић је своју каријеру започео у млађим категоријама Модриче, а затим је прешао у Звијезду из Градачца. Паралелно са наступима за млађе категорије, играо је и у сениорској конкуренцији у Првој лиги Републике Српске и Премијер лиги Босне и Херцеговине. Лета 2014. године потписао је за Јагодину, где је годину дана наступао за омладински састав екипе и истовремено тренирао са првим тимом. У Суперлиги Србије дебитовао је 25. јула 2015. године у утакмици против Партизана. Недуго затим прешао је у Борац из Бања Луке, а потом и у зворничку Дрину, где је наступао у првој половини 2016. Играо је и за Младост Добој-Какањ у сезони 2016/17, да би након тога, 30. маја 2017. потписао двогодишњи уговор са фудбалским клубом Сарајево.

## Репрезентација
Кузмановић је наступао за млађу омладинску и омладинску селекцију Босне и Херцеговине. За младу репрезентацију ове државе дебитовао је 2014. године.